# Horsfieldia glabra
Espèce
Synonymes
- Myristica amygdalina Wall. ex Hook. f. & Thomson[1]
- Myristica glabra Reinw. ex Blume[1]

Horsfieldia glabra est une espèce de plantes de la famille des Myristicaceae.

## Liste des variétés
Selon Catalogue of Life (10 avril 2019) :
- variété Horsfieldia glabra var. javanica
- variété Horsfieldia glabra var. oviflora

## Publication originale
- Monogr. Myristic. 1897.